# Temple Famen
Le temple Famen (chinois simplifié : 法门寺 ; chinois traditionnel : 法門寺 ; pinyin : fǎmén sì), également appelé temple Fayun (法云寺 / 法雲寺, fǎyún sì) est situé dans le village de Famen (法门镇, fǎmén zhèn), du comté de Fufeng, ville-préfecture de Baoji à 120 km à l'ouest de Xi'an, dans la province chinoise du Shaanxi. Il est considéré comme « l'ancêtre des temples à pagode de la zone de Guanzhong ». C'est la plus ancienne pagode de Chine.

## Histoire

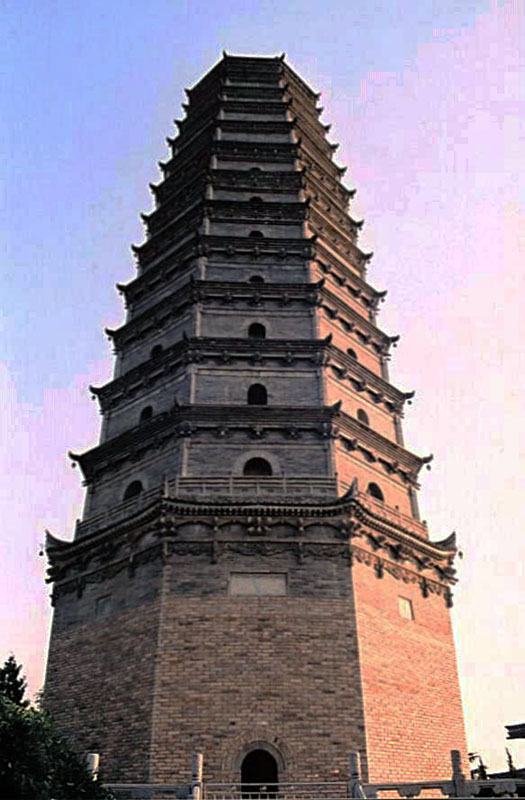
La pagode du temple

Selon les légendes, le roi indien Ashoka (-273 – -232) de l'Empire maurya (environ -322 – -180) aurait désiré distribuer des reliques bouddhiques aux quatre coins de la terre. Il en aurait découlé 19 temples en Chine, parmi lesquels celui de Famen serait le cinquième. Avant la dynastie Zhou du Nord, le temple aurait été nommé « Temple du roi Ashoka » 阿育王寺, āyù wáng sì et la pagode, « Pagode du roi Ashoka » (阿育王塔, āyù wáng tǎ).
Une des théories, confirmée par les tuiles d'avant-toit et les briques sculptées de la dynastie Han déterrées, affirme que le temple a été construit pendant la dynastie dynastie Zhou du Nord (557 – 581), par l'empereur Han Huandi et par l'empereur Ling de la dynastie Han. Les données littéraires indiquent que pendant la dynastie Wei du Nord, le temple Famen avait déjà une certaine importance. Cependant, le bouddhisme a été grandement réprimé par l'empereur Wu de la dynastie Zhou du Nord, et le temple a alors été presque totalement détruit. Après l'arrivée de la dynastie Sui, le bouddhisme a repris et le temple a été reconstruit, mais n'a cependant pas retrouvé toute l'importance qu'il avait lors de la dynastie Wei du Nord. Son nom fut changé en Chengshi daochang (成实道场) et il a fusionné avec le temple Baochang (宝昌寺), avant de devenir une ferme appartenant au temple.
Le temple Famen a commencé son activité après le début de la dynastie Tang. Lors de la première année du règne de l'empereur Gaozu (武德元年, 618), il reçut le nom de « temple Famen », et des moines furent recrutés l'année suivante. Par la suite, le temple a recueilli des personnes sans domicile après le chaos causé par la guerre à la fin de la dynastie Sui, et a malheureusement brûlé. Il fut reconstruit ensuite par l'effort des moines. La cinquième année du règne de l'empereur Taizong (631), un homme nommé Zhang Liang fut nommé pour détruire le palais Wangyun pour construire la pagode. Reconstruite la cinquième année du règne de l'empereur Gaozong (660), c'était une pagode à quatre étages de la forme d'un pavillon. Elle fut renommée la « pagode de la vraie relique » par l'empereur Zhongzong. Zhongzong a encouragé activement le bouddhisme et lui et l'impératrice Wei (韦后) ont enterré leurs cheveux sous la pagode (déterrés à l'automne 1978). La quatrième année de règne de l'empereur Zhongzong (710), le temple fut renommé « le temple du roi sans-souci du grand empire » (圣朝无忧王寺), et la pagode « grande pagode de la vraie relique » (大圣真身宝塔). Pendant la troisième année du règne de l'empereur Wenzong Kaicheng (838), il a été renommé « temple Fayun », mais a rapidement repris son nom d'origine de « temple Famen ». Lorsque le bouddhisme a été supprimé, sous Wuzong, le temple Famen en a été affecté. Pendant le règne de  Yizong, il a reçu la dernière acquisition des reliques du Bouddha pendant la dynastie Tang. À cette époque, le temple a été reconstruit et son palais souterrain n'a jamais été altéré depuis. Les empereurs de la dynastie Tang ont acquis des reliques du Bouddha à sept reprises et les ont généreusement données à chaque fois, ce qui a facilité l'expansion de la pagode et du temple. Après toutes ces reconstructions et réparations, le temple a finalement évolué vers une structure à 24 cours.
Pendant la période des cinq empires, le roi Qin, Li Maozhen a passé plus de 30 ans à rénover le temple. Pendant le règne de Houzhou Zhizong, le bouddhisme a été restreint, mais le temple Famen n'a pas été abandonné. Après l'établissement de la dynastie Song, le temple est redevenu actif. Après plusieurs rénovations, pendant la seconde année du règne de Da'an de la dynastie Jin Dynasty, il a été proclamé « temple et pagode opposés au ciel ». Pendant le règne de Longqing (1567-1572), de la dynastie Ming, le temple a été grandement détruit par le séisme de Guanzhong, et la pagode en bois de la dynastie Tang s'est effondrée. La septième année du règne de Wanli (1579), la « pagode de la vraie relique » a été rebâtie et est devenue une pagode en briques imitation bois de 13 étages en forme de pavillon.
Pendant la dynastie Qing, le temple Famen a été rénové en 1655, 1769 et 1884. Pendant la première année de Tongzhi 1862, il a été endommagé par le soulèvement Huimin du Shaanxi. Il fut reconstruit, mais en plus petit. Après la formation de la République de Chine, le temple fut utilisé comme base militaire permanente et mis en ruines. À la suite de l'action destructrice de la nature et des populations pauvres, la North China Philanthropy Association a décidé de le rebâtir et a utilisé le travail pour libérer les pauvres de la misère. La construction a commencé en 1938 et s'est achevée en juillet 1940. Un mois plus tard, les activités bouddhistes ont repris.

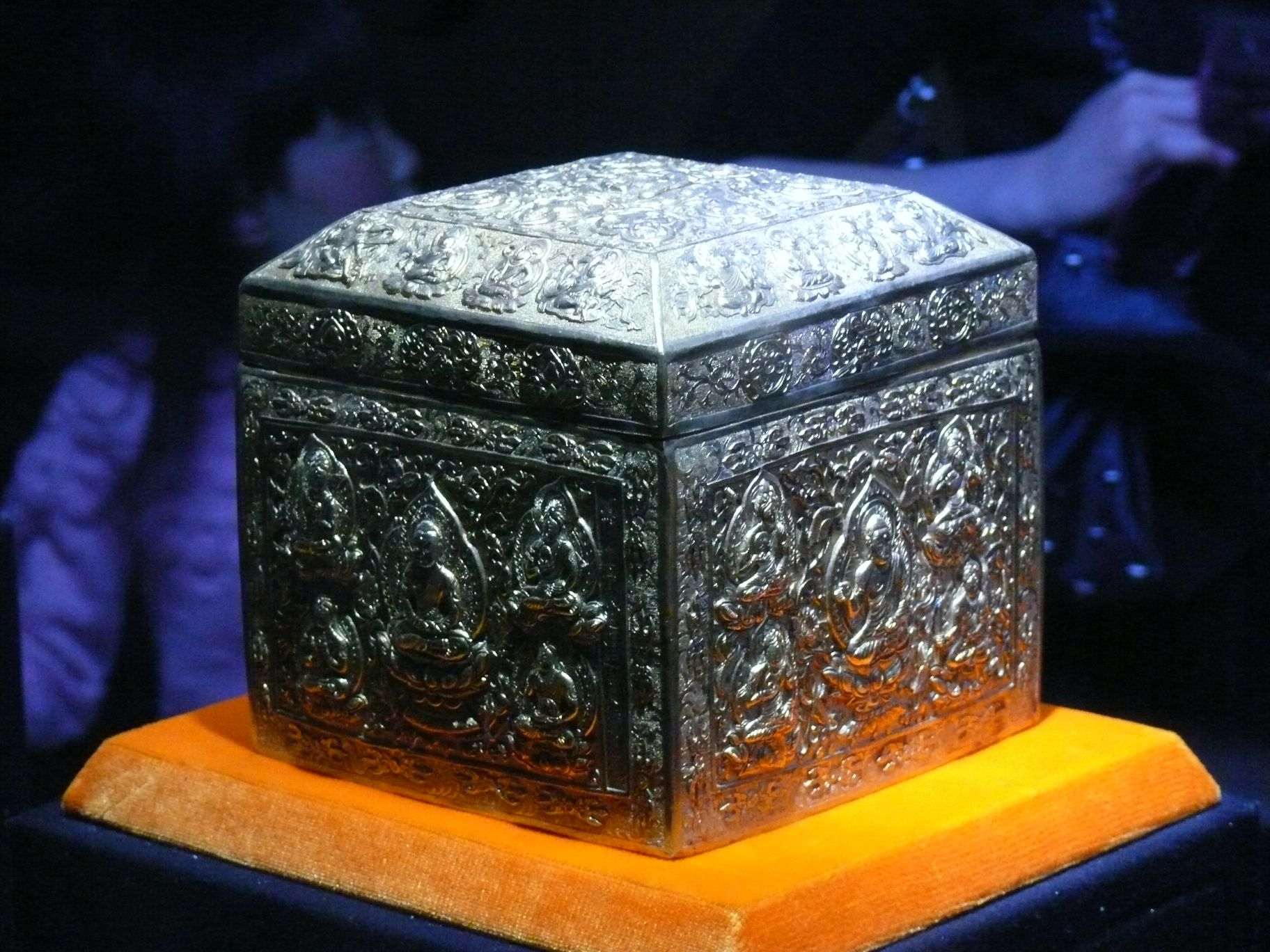
Boîte en argent présentée dans le musée

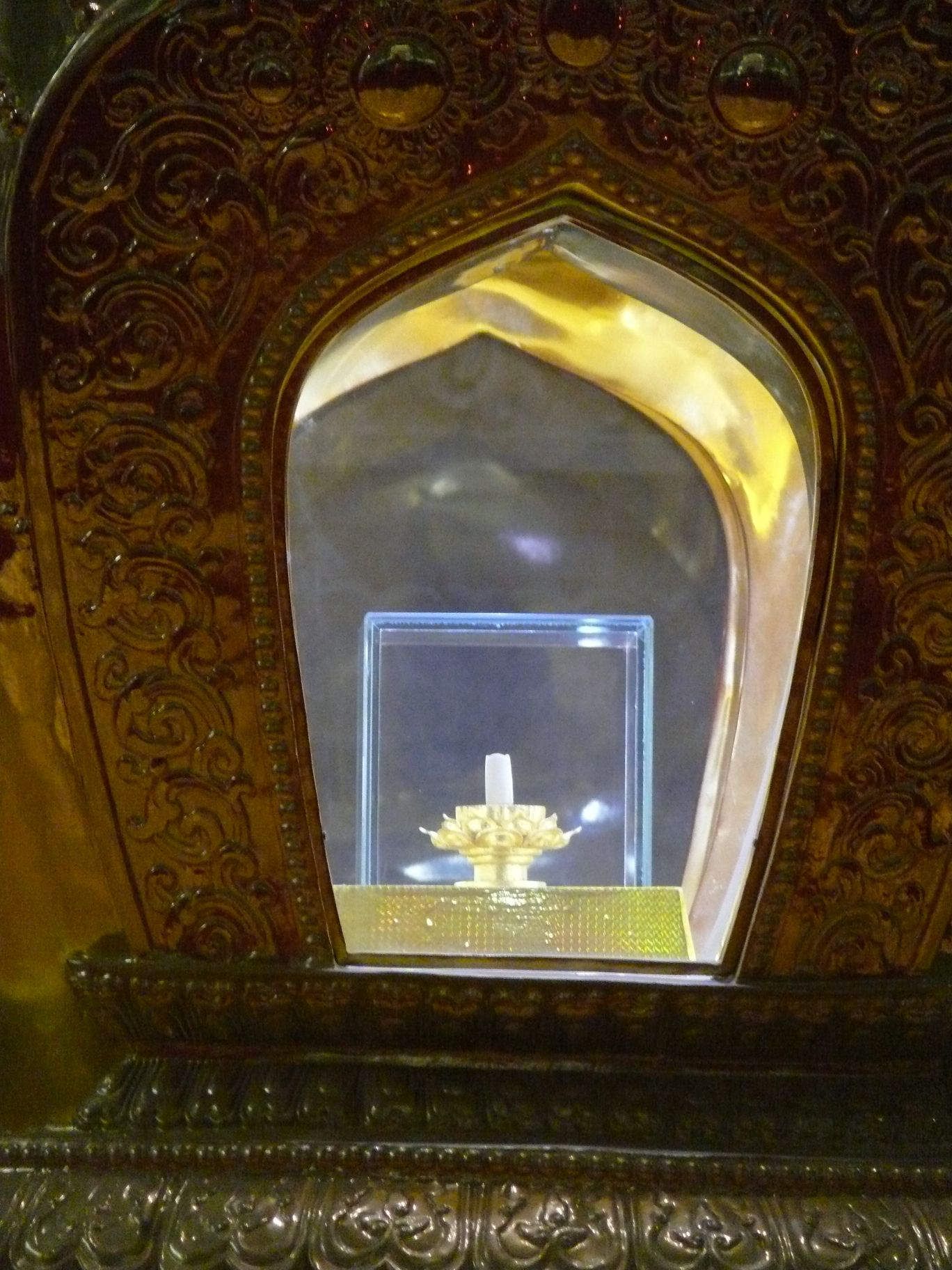
Relique présentée dans le nouveau complexe

Après l'avènement de la République populaire de Chine, le temple Famen fut listé parmi les principaux sites historiques protégés de la province. Cependant, les dépendances du temple étaient toujours utilisées pour les activités publiques, comme les écoles de la ville de Famen. Pendant la Révolution culturelle, les gardes rouges ont endommagé les salles du temple et les figures bouddhistes au nom de la « rupture avec les vieilles coutumes ». Le moine abbé Liangqing (良卿法师) s'est immolé devant la pagode de la vraie relique dans le but de protéger le palais souterrain. Lorsque celui-ci fut déterré, les restes de cette immolation étaient toujours visibles. D'autres moines ont été démobilisés ou tués. Le temple devin « le quartier principal pour la rébellion du prolétariat du comté de Fufeng ». Après 1979, le gouvernement de la province du Shaanxi a financé la construction de la Grande salle du grand sage (大雄宝殿) et du pavillon du Bouddha de cuivre (铜佛阁). À 1 h 57 du matin le 4 août 1981, la moitié du mur de la pagode de la vraie relique s'est effondrée sous une forte pluie. Cet incident a attiré l'attention mondiale. En 1984, le gouvernement a implémenté une politique religieuse et a rendu le temple à la communauté bouddhiste. En 1985, le gouvernement de la province du Shaanxi a décidé de détruire la partie restante de la pagode et de la reconstruire. Le 3 avril 1987, le palais souterrain de la pagode de la vraie relique a été ouvert et une grande quantité de reliques historiques précieuses a été déterrée. Cela provoqua une médiatisation importante. L'expansion du temple et la reconstruction de la pagode furent achevées en octobre 1988. Le 9 novembre de la même année, le musée du temple Famen a ouvert.

## Histoire récente

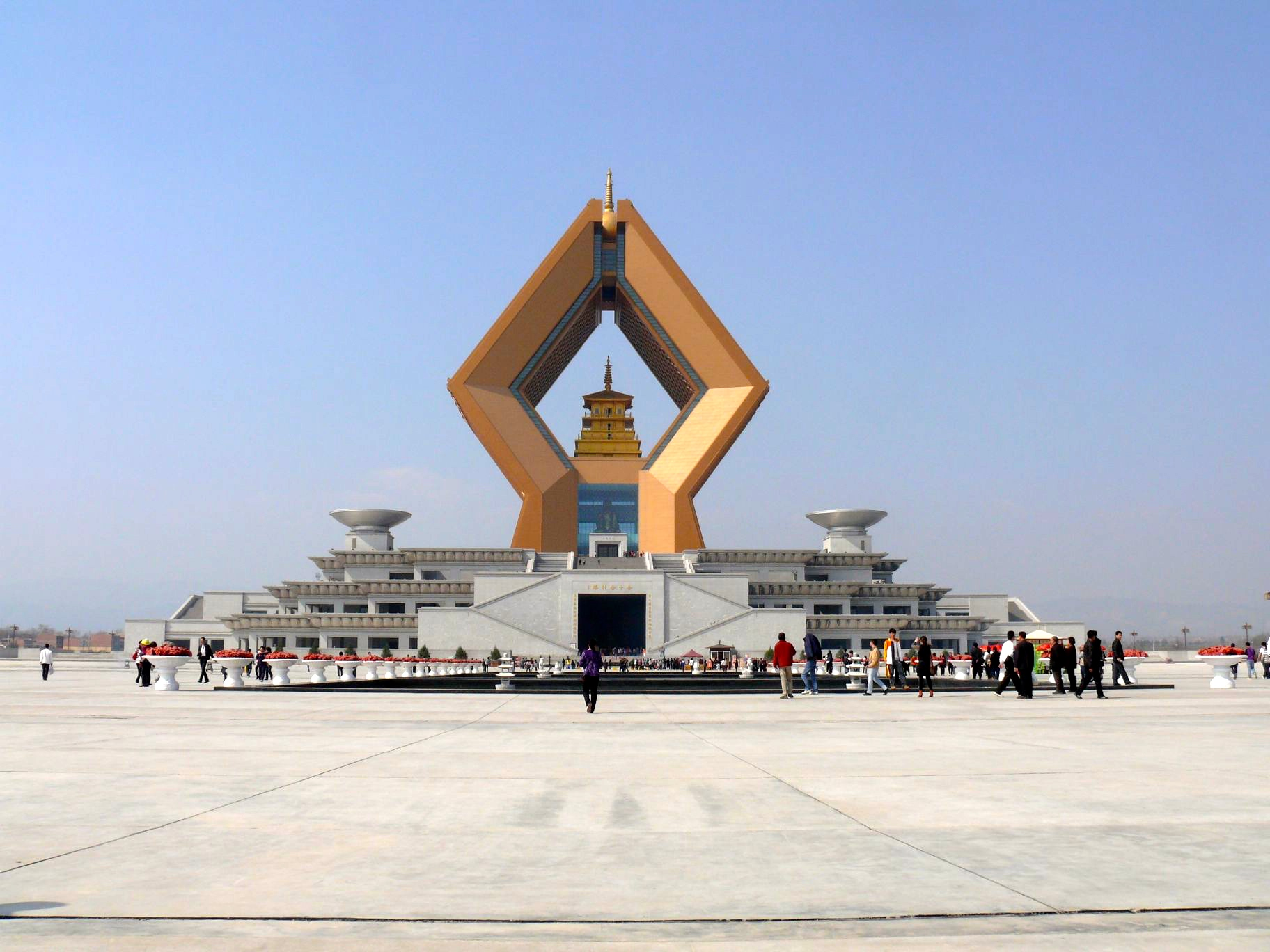
L'extrémité du nouveau complexe

En mai 2009, le gouvernement du Shaanxi a fini la première phase de construction d'un complexe beaucoup plus vaste contenant le temple Famen. La nouvelle « aire scénique et culturelle du temple Famen » ajoute 75 hectares (150 acres) au complexe du temple. La partie la plus visible du nouveau complexe est la pagode Namaste de 148 m de haut dessinée par l'architecte C.Y. Lee.